# Pseudocatolaccus guizoti
Pseudocatolaccus guizoti är en stekelart som först beskrevs av Girault 1917.  Pseudocatolaccus guizoti ingår i släktet Pseudocatolaccus och familjen puppglanssteklar. Inga underarter finns listade i Catalogue of Life.